# Urë Vajgurore
Urë Vajgurore é uma cidade e município (em albanês:  bashkia) da Albânia localizado no distrito de Berat, prefeitura de Berat.